# Nhã Ca
Œuvres principales
- Đêm nghe tiếng đại bác (1966)
- Giải khăn sô cho Huế (1969)
- Tình ca cho Huế đổ nát (1969)
- Đường Tự Do Sài Gòn (2006)

Nhã Ca, de son vrai nom Trần Thị Thu Vân est une femme de lettres vietnamienne née à Huế le 20 octobre 1939. Elle est célèbre pour ses écrits publiés à Saïgon pendant la guerre du Viêt Nam et réside actuellement aux États-Unis.

## Biographie
Elle est née le 20 octobre 1939 et a fait ses études au collège Đồng Khánh à Huế, ancienne capitale impériale de la dynastie Nguyễn. En 1960, elle se rendit à Saïgon en quête d'ouverture et de liberté. Elle commença à écrire dans la grande ville du Sud Viêt Nam, à l'époque terre particulièrement propice sur le plan culturel. Avec quelques autres auteures telles que Túy Hồng, Nguyễn Thị Thụy Vũ, Nguyễn Thị Hoàng..., elle illustre l'arrivée des femmes dans le monde littéraire du Sud Viêt Nam impulsant une nouveau regard sur la guerre et la société.
En 1966, elle gagna le premier prix de poésie pour son recueil Nhã Ca mới (La nouvelle Nha Ca). La même année elle publia Đêm nghe tiếng đại bác (Les canons tonnent la nuit), roman qui remporta un vif succès. Elle y met en scène une famille nordiste exilée au Sud faisant face aux échos lointains d'une guerre fratricide qui finit par les toucher.
Elle est notamment connue pour Giải khăn sô cho Huế (Portons le deuil de Hue) un témoignage à valeur historique sur l'offensive du Tết à Huế et ses conséquences tragiques. Cet ouvrage clé reçut le prix national de littérature de la République du Viêt Nam (Giải Văn chương Quốc gia Việt Nam Cộng hòa) en 1970 et fut réédité aux États-Unis en 2008. La ville de Huế en guerre fut le thème central d'un certain nombre de ses œuvres.
Elle écrivit les dialogues du film Đất khổ (Terre de douleurs) du réalisateur Hà Thúc Cần sorti en 1973, en s'appuyant sur deux de ses romans,.
Son œuvre littéraire dépeint la folie de la guerre, la cruauté des communistes du Nord, la corruption du régime sudiste, le déclin de la société sud-vietnamienne.
De 1960 à 1975, elle fut l'auteure de 43 œuvres comprenant des poésies, des chroniques et des fictions. Son mari fonda les éditions Thương yêu pour publier la plupart de ses œuvres.
Après la chute de Saïgon le 30 avril 1975, elle fut classée par le régime communiste parmi les dix écrivains les plus dangereux sous le vocable de « biệt kích văn hóa » (« guérilla culturelle »). Comme pour bon nombre d'intellectuels de la République du Viêt Nam, ses livres furent interdits et brûlés.  Elle fut emprisonnée en 1976-1977. Son mari, l'écrivain Trần Dạ Từ, fut incarcéré pendant douze ans. Grâce à l'intervention conjointe du Pen Club international et d'Amnesty International, ainsi que du premier ministre suédois Ingvar Carlsson, Nhã Ca et son époux purent rejoindre la Suède en tant que réfugiés politiques en 1989.
En 1992, elle s'installa avec sa famille en Californie et fonda avec son époux le journal d'information vietnamien Việt Báo Daily News dans le bastion de la communauté vietnamienne exilée dans le Comté d'Orange. Elle a publié un récit de son incarcération sous le titre de Hồi ký một người mất ngày tháng (Mémoires d'une personne qui a perdu du temps).
Quelques-unes de ses œuvres ont été traduites en français et en anglais.

## Principales œuvres publiées
Une partie de ses œuvres publiées au Viêt Nam furent rééditées en Californie à partir des années 1980.
1. Nhã Ca mới (1965)
2. Đêm nghe tiếng đại bác (1966)
3. Đêm dậy thì (1966)
4. Bóng tối thời con gái (1967)
5. Khi bước xưống (1967)
6. Người tình ngoài mặt trận (1967)
7. Sống một ngày (1967)
8. Xuân thì (1967)
9. Những giọt nắng vàng (1968)
10. Đoàn nữ binh mùa thu (1969)
11. Giải khăn sô cho Huế (1969)
12. Một mai khi hòa bình (1969)
13. Mưa trên cây sầu đông (1969)
14. Phượng hoàng (1969)
15. Tình ca cho Huế đổ nát (1969)
16. Dạ khúc bên kia phố (1970)
17. Tình ca trong lửa đỏ (1970)
18. Đời ca hát (1971)
19. Lặn về phía mặt trời (1971)
20. Trưa áo trắng (1972)
21. Tòa bin-đing bỏ không (1973)
22. Bước khẽ tới người thương (1974)
23. Hoa phượng đừng đỏ nữa (1989)
24. Saigon cười một mình (1990)
25. Hồi ký một người mất ngày tháng (1990)
26. Chớp mắt một thời (1992)
27. Nhã Ca Thơ (1999) réédition de ses deux recueils de poésie
28. Đường Tự Do Sài Gòn (2006)

### Œuvres traduites
1. Đêm nghe tiếng đại bác roman traduit en français par Liêu Truong, paru sous le titre Les canons tonnent la nuit
2. Đoàn nữ binh mùa thu được roman traduit en anglais par Barry Hilton, paru sous le titre The Short Timers
3. Giải khăn sô cho Huế récit traduit en anglais par Olga Dror, paru sous le titre Mourning Headband for Hue (2014)
4. Film Đất khổ édité en DVD par la compagnie Remis, paru sous le titre Land of Sorrows